# Iberospondylus schultzei
Iberospondylus schultzei es una especie de temnospóndilo basal que vivió durante el periodo Carbonífero en un entorno marino. Es la única especie del género Iberospondylus. El material tipo se encontró en la cuenca de Puertollano, Ciudad Real, España. Es el temnospóndilo más antiguo que se conoce en la península ibérica, y extiende el rango temporal de este grupo en esta región en 45 millones de años. Su nombre genérico proviene de "Iberia" y de "spodylos"" que significa vértebra en griego. El nombre específico es en honor del Dr. Hans-Peter Schultze.